# Giovanni Maria Cavasanti
Giovanni Maria Cavasanti (Cuccaro Monferrato, 12 gennaio 1774 – Novara, 8 settembre 1838) è stato un militare italiano.

## Biografia
Giovanni Maria Cavasanti, dei conti di Cuccaro, nacque nel feudo di famiglia nel 1774 ed ancora giovanissimo intraprese la carriera militare all'indomani dello scoppio della rivoluzione francese e del suo dilagare sul suolo piemontese.
Nominato sottotenente del reggimento "Monferrato" dal 1791, prese parte a tutte le campagne anti-napoleoniche dal 1792 al 1797 sino a quando il Piemonte non venne sconfitto ed annesso all'Impero Francese. In quella data Giovanni Maria Cavasanti decise di ritirarsi a vita privata dimettendosi dall'esercito per non aderire all'esercito degli invasori e si dedicò all'amministrazione dei propri possedimenti.
Con la restaurazione della monarchia sabauda nel 1814, venne trasferito nel corpo dei Carabinieri Reali col grado di Capitano, divenendone poi Colonnello dal 1820 conseguentemente alla nomina di Comandante Generale, carica che ricoprì due volte: la prima dal 1819 al 1820 e la seconda, dopo la sua promozione a Maggiore Generale, dal 12 dicembre 1830 all'11 gennaio 1831. Nel periodo intermedio alla reggenza della carica fu Vice-Comandante del corpo dei carabinieri, il primo della storia. Durante il periodo della sua reggenza della carica si preoccupò dell'emanazione di un nuovo regolamento generale dell'arma datato al 16 ottobre 1822, un libro di oltre 250 pagine che ancora oggi costituisce la base del moderno regolamento dei carabinieri, toccando parti organizzative e prerogative del personale, oltre alle relazioni del corpo con le varie autorità e la disciplina interna.
L'11 gennaio 1831 lasciò quindi l'incarico per assumere il ruolo di governatore della piazzaforte di Novara ove morì successivamente.